# 平間亮之介
平間 亮之介（ひらま りょうのすけ、Ryonosuke Hirama、平間 稜涼）は日本の作曲家、編曲家、ピアニスト、音楽プロデューサー。 東京芸術大学音楽学部附属音楽高等学校卒業後、バークリー音楽大学にて音楽制作を学ぶ。

## 活動内容
アーティストへの楽曲提供、CM、映画などの各種音楽制作、レコーディングやライブでの演奏などを行う。
音楽プロデューサーとしての活動はtangerine. 名義で行なうことが多い。tangerine.とは、平間亮之介を中心とした音楽制作ユニット。そのメンバーは流動的である。
2016年、2017年と、元女子十二楽坊の二胡奏者でもある霍暁君（フォ・シャオジュン）と軽井沢大賀ホールにて音楽プロデューサー兼ピアニストとして共演。
2018年1月、THE IDOLM@STER MASTER PRIMALのアルバムDANCIN' BLUEの中の一曲 ブルウ・スタア  の作曲・編曲を手掛けた。ブルウ・スタア は幕張メッセにて行われた2018年のニューイヤーコンサート初星演舞にてライブ初披露された。
2018年2月、2003年に香港で爆発的人気を誇った元アイドル「E-kids」のコンサートに於けるサウンドプロデュース・音楽制作・ライブサポート演奏に携わる。kukatachii、VOLOMUSIKS、同じくサウンドプロデューサーの田中拓人と共に、香港での「E-kids」再結成2年目のライブに、演奏サポート・音楽制作チームの一員として参加した。11月、マレーシア出身の女性シンガー、Irisの新曲「田中さん」の作曲を手掛ける。この楽曲はコーセー「雪肌粋」の2018年CMソングに使用された。
2019年4月、『機動戦士ガンダム』の40周年を記念したCD「機動戦士ガンダム 40th Anniversary BEST ANIME MIX」がSMEJより発売され、作曲を手掛けたIrisの「明日へ」が収録された。

## ディスコグラフィー

### トータルサウンドプロデュース
- Flavor Bossa Case（2006年）
- Flavor Bossa Case Ⅱ（2006年）
- FLAVOR BOSSA CASE ORANGE STYLE（2007年）
- FLAVOR BOSSA CASE SAKURA [8] （2008年）
- FLAVOR BOSSA CASE TEARS（2008年）
- Login!（tangerine. ワークスアルバム, 2009年）
- Plugin!（tangerine. マキシシングル, 2009年）
- SPRING SWEET LOVE（2010年）
- Flavor Bossa Case BEST OF GROOVE STYLE（2011年）
- Flavor Bossa Case BEST OF MELLOW STYLE（2011年）
- SAKURA CAFE [9] （2012年）

### コンピレーション参加
- Twilight Flavour（2005年）
- Aperitivo TOKYO（2006年）
- In The Morning BEST（2006年）
- Flavor Bossa Case BEST OF MELLOW and GROOVE（2007年）
- ViVi HOLIDAY STYLE selected by LENA FUJII（2008年）
- PLAY LOUD（2008年）
- memories...cafe & drive music（2009年）
- COLORFUL HARVEST （Francfranc オリジナル, 2009年）
- LOVE LIGHT（2009年）
- HOUSE VIBES COLLECTION（2010年）
- BOSSA VIBES GROOVE COLLECTION（2010年）
- BOSSA VIBES MELLOW COLLECTION（2010年）
- HOMMAGE Bossa Style non stop mix（2011年）

## 提供楽曲
- Lia
  - 射光の丘（gift, 2005年）作曲・編曲
- アニメサウンドトラック
  - カーテン, heavenly bird（あまえないでよっ!!きゃらそんDE喝っ!!, 2006年）作曲・編曲
- NO PLAN 内村プロデュース
  - CD内ジングル（LAST PLAN, 2006年）作曲・編曲
- 特撮サウンドトラック
  - 時空警察ヴェッカーシグナ エンディングテーマ（2007年）編曲
- 野中藍
  - 恋のミュージアム（ナミダノキセキ, 2007年）作曲・編曲
- 堀江由衣
  - ラブリエブリデイ（Darling, 2008年）編曲
- Lia
  - SANDSTORM, new moon（new moon, 2008年）作曲
- COLDFEET
  - TEN remixes（2009年）リミックス参加
- TORTURED SOUL
  - TORTURED SOUL REMIXES JAPAN EDITION（2009年）リミックス参加
- 藤井リナ
  - Rainbow（マキシシングルタイトル曲, 2009年）作曲・編曲・プロデュース
- 彩音
  - 眼鏡な理由 [10]（眼鏡なカノジョ エンディングテーマ, 2010年）作曲・編曲
- KARA
  - Only for You（スーパーガール, 2011年）作曲・編曲
- KARA
  - Only for You（スーパーガール JAPAN TOUR Special Edition, 2012年）作曲・編曲
- さまぁ〜ず
  - さまぁ~ずライブ9 劇中音楽（2013年）作曲・編曲
- real
  - LOVE CRAZY（2013年）リミックス参加
- Unfamiliar Friends Party
  - SILENCE IS GHOST（2013年）リミックス参加
- tupera tupera
  - 絵本「うんこしりとり」PV音楽（2014年）作曲・編曲・歌唱
- YOSHIKA
  - MY ANTHEM ~Sympathetic Resonance~（2014年）リミックス参加
- ハナエ
  - SHOW GIRL（2016年）収録曲 編曲・演奏
- さまぁ〜ず
  - さまぁ〜ずライブ 11 劇中音楽（2017年）作曲・編曲
- E-kids
  - E-kids Again 1234 Japan Edition（2017年）収録曲 プロデュース・共同作曲・編曲
- kukatachii
  - Business of you（Inside, 2017年）リミックス
- THE IDOLM@STER MASTER PRIMAL
  - ブルウ・スタア（DANCIN' BLUE, 2017年）作曲・編曲
- Iris
  - 明日へ [11]（ガンダムビルドダイバーズ エンディングテーマ（第1話 -）, 2018年）作曲
- Iris
  - 田中さん （コーセー「雪肌粋」CMソング, 2018年）作曲・編曲

## TV-CM
- ニトムズ 「コロコロフロアクリン 」 商品サウンドロゴ 作曲・編曲
- 資生堂 「Ag DEO」 商品サウンドロゴ 作曲・編曲
- リクルート 「スタディサプリ」 商品サウンドロゴ 作曲・編曲
- セブン&アイ・ホールディングス 「セブン&アイ・ホールディングス」 企業サウンドロゴ 作曲・編曲
- サマージャンボ宝くじ 「サマージャンボ宝くじ 2018 侍・盆踊り篇」[12] 作曲・編曲
- ハウス食品 「シチューミクス」 商品サウンドロゴ   編曲
- ブルボン「エクセレントスイーツシリーズ」 映画予告篇 作曲・編曲
- プロミス 「It's Promise」 企業サウンドロゴ 歌唱
- HONDA中国 「FUNTEC」企業サウンドロゴ 作曲・編曲
- ドミノ・ピザ 「ドミノ・ピザ」 企業サウンドロゴ 作曲・編曲
- 山崎製パン 「ロイヤルブレッド」 商品サウンドロゴ 作曲・編曲
- アットホーム 企業サウンドロゴ 作曲・編曲・歌唱
- ユニチャーム 「デオトイレ」 商品サウンドロゴ 作曲・編曲
- エバラ食品 「プチッと鍋」 商品サウンドロゴ   作曲・編曲
- ジョンソン・エンド・ジョンソン 「REACH」 商品サウンドロゴ   作曲・編曲
- 花王 「ニャンとも清潔トイレ」 商品サウンドロゴ 作曲・編曲
- プロミス 作曲・編曲
- トイザらス   クリスマス篇 ゴールデンウィーク篇 編曲・子供歌唱プロデュース
- 花王 「バブチーノ」 編曲・歌唱
- エバラ食品 「焼肉のたれ 黄金の味」編曲
- MIKI HOUSE 歓喜の歌(It's all for you)篇 編曲
- ニトムズ 「コロコロ フロアクリン」作曲・編曲
- ミツカン 「味ぽんMILD」作曲・編曲
- 大正製薬   コパトーントリックアート篇 作曲・編曲
- サロン ド プロ  タヒチアンダンス篇   フラメンコ篇 作曲・編曲
- 花王 「リセッシュ除菌ex」 作曲・編曲
- 山崎製パン 春のパン祭り 作曲・編曲
- 花王 「ピュオーラ」作曲・編曲
- ホーユー 「ふりふりホイップヘアカラー」作曲・編曲
- ゼリア新薬工業 「新ウィズワン」作曲・編曲
- P&G「ファブリーズ ミストラル」作曲・編曲
- アサヒ飲料 「六条麦茶」 作曲・編曲・歌唱
- アサヒ飲料 「WONDA」作曲・編曲
- ライオン 「チャーミー 泡のチカラ」作曲・編曲
- マツダ 「デミオ」作曲・編曲
- サントリー 「ラッキーサイダー」作曲・編曲
- コーセー 「潤肌粋」作曲・編曲
- オートバックス 作曲・編曲
- カスペルスキー 作曲・編曲
- トヨタ自動車 「ラッシュ」作曲・編曲
- サントリー 「ビタミンウォーター」作曲・編曲
- エスビー食品 「S&B 本生 本わさび」作曲・編曲
- 池田模範堂 「ムヒ」作曲・編曲
- Kiri 「クリームチーズ」作曲・編曲
- ジョンソン・エンド・ジョンソン 「REACH 歯周病対策 アルファ」作曲・編曲

ほか

## テレビ・ラジオ・映画
- NHK総合 金曜時代劇 はやぶさ新八御用帳 （1993年）劇中音楽 作曲・編曲
- NHKラジオ「フランス語講座」テーマ / 作曲・編曲
- 日本テレビ「ミケランジェロとラファエロ」 / 作曲・編曲
- 横河電機「企業イメージPV」BGM / 作曲・編曲
- 文化放送「一路真輝」番組内ジングル / 作曲・編曲
- 東北楽天ゴールデンイーグルス球団歌「羽ばたけ楽天イーグルス」（2005年）歌唱
- 東京モーターショー日産ブース音楽（2007年）作曲
- 映画 舞妓Haaaan!!!（2007年）挿入歌「ヲトコとヲンナ」作曲・編曲
- 映画 花影（2008年）作曲・編曲

ほか